# Clossiana haberhaueri
Clossiana haberhaueri är en fjärilsart som beskrevs av Arthur Francis Hemming 1933. Clossiana haberhaueri ingår i släktet Clossiana och familjen praktfjärilar. Inga underarter finns listade i Catalogue of Life.